# Breci, Koriukivka
Breci (în ucraineană Бреч) este localitatea de reședință a comunei Breci din raionul Koriukivka, regiunea Cernihiv, Ucraina.

## Demografie
Componența lingvistică a localității Breci
     Ucraineană (94,25%)
     Rusă (5,31%)
     Alte limbi (0,44%)
Conform recensământului din 2001, majoritatea populației localității Breci era vorbitoare de ucraineană (94,25%), existând în minoritate și vorbitori de rusă (5,31%).